# Straky
Straky település Csehországban, a Nymburki járásban. Straky Jizbice, Zbožíčko, Čilec, Krchleby, Milovice és Všejany településekkel határos. Lakosainak száma 527 fő (2024. január 1.).

## Népesség
A település lakosságának változását az alábbi diagram mutatja:
| Lakosok száma | 708  | 838  | 851  | 793  | 642  | 555  | 551  | 543  | 541  | 527  |
|               | 1869 | 1900 | 1921 | 1961 | 1980 | 2011 | 2016 | 2019 | 2021 | 2024 |